# 安全錯誤
安全缺陷或安全錯誤（security bug）是指會導致電腦系統中未授權的存取或是特權的程序错误。安全缺陷會影響以下的機制（可能影響一項或多項），因此產生漏洞：
- 用户或是其他實體的身分驗證[1]
- 有關存取控制及特权的授權[1]
- 資料保密
- 数据完整性

安全缺陷不一定會被識別出來，就算沒有被利用，仍然算是安全缺陷，目前假定幾乎所有的系統都有安全缺陷，比已知的漏洞更加常見。

## 原因
安全缺陷就像其他的程序错误一樣，其根本原因一般就可以追溯到以下程序的缺乏或是不足：
- 程序员訓練
- 用例分析
- 软件开发过程
- 品質保證測試
- 以下其他最佳实践

## 術語
安全缺陷一般會分為幾個較廣泛的分類，其中包括：
- 記憶體安全（例如缓冲区溢出或是迷途指针錯誤）
- 競爭危害
- 安全輸入及輸出處理
- 应用程序接口的錯誤使用
- 不當的用例處理
- 不當异常处理
- 资源泄漏，多半是因為不當的異常處理，不過也有例外
- 輸入字串沒有經過先檢查，確認字串正確，就先進行了前處理

## 緩和
可以參考軟體安全保障。

## 延伸閱讀
- Open Web Application Security Project. . 21 August 2015  [2021-11-02]. （原始内容存档于2013-10-09）.
- . SANS.   [13 July 2012]. （原始内容存档于2018-08-01）.